# Rob Krier
Pour les articles homonymes, voir Krier.
Rob Krier, né le 10 juin 1938 à Grevenmacher et mort le 20 novembre 2023 à Berlin, est un sculpteur, architecte, urbaniste  et théoricien luxembourgeois.
Il est le frère aîné de l'architecte Léon Krier. Les deux frères sont des représentants du Nouvel urbanisme et soutiennent l'« Architecture néo-classique » contemporaine.

## Carrière
Robert Krier étudie l'architecture à l'université technique de Munich, de 1959 à 1964. Il travaille ensuite avec Oswald Mathias Ungers à Cologne et à Berlin (1965-1966), ainsi qu'avec Frei Otto à Berlin et Stuttgart (1967-1970).
De 1973 à 1975, il est assistant à l'école d'architecture de l'université de Stuttgart. En 1975, il est invité en tant que professeur à l'École polytechnique fédérale de Lausanne, en Suisse. De 1976 à 1998, il enseigne l'architecture à l'université technique de Vienne. Il est invité comme professeur  à l'université Yale, aux États-Unis en 1996.
De 1976 à 1994, Rob Krier possède son propre bureau d'architecture à Vienne. De 1992 à 2004, il dirige un bureau  avec Nicolas Lebunetel, à Montpellier, France. En 1993, il fonde un bureau  avec Christoph Kohl à Berlin, incorporé sous le nom de « Krier∙Kohl Gesellschaft von Architekten mbH ». À partir de juin 2010, Rob Krier est le conseiller principal du « KK Gesellschaft von Architekten mbH ».
Rob Krier dirige des projets de développement urbain à travers l'Europe, avec en particulier des planifications urbaines aux Pays-Bas.
Dans son livre de 1975, Stadtraum, Rob Krier traite de la reconstruction des structures urbaines détruites, et de la réintroduction des compositions spatiales traditionnelles dans le développement urbain de la période d'après-guerre (comme dans sa pratique plus tard). Il y explique qu'il s'agit de  construire sur des modèles « historiques » et modèles de villes archétypales. Il y développe des typologies de rues et de places. Cet ouvrage attire l'attention internationale : il est traduit en anglais en 1979 sous le titre de L’Espace urbain, et est réédité  en 2005.
Rob Krier est aussi sculpteur, et réalise des œuvres pour des espaces publics.

## Architecture et urbanisme
- 1974 : Dickes House, Luxembourg
- 1977–1980 : Ritterstraße, Berlin, Allemagne
- 1980–1985 : Rauchstraße, Berlin, Allemagne
- 1981–1987 : Wohnhausanlage Breitenfurter Straße, Vienne, Autriche
- 1989–1991 : Das Dorf, Mülheim an der Ruhr, Allemagne
- 1989–2001 : De Resident, La Haye, Pays-Bas
- 1989–2004 : Consuls de Mer, Montpellier, France
- 1991–1997 : Kirchsteigfeld, Potsdam, Allemagne
- depuis 1992 : Cité Judiciaire, Luxembourg
- 1995–1999 : Noorderhof, Amsterdam, Pays-Bas
- 1995–2006 : Meander, Amsterdam, Pays-Bas
- depuis 1996 : Brandevoort, Helmond, Pays-Bas
- 1997–2005 : Gildenkwartier, Amersfoort,, Pays-Bas
- 1998–1999 : Viktoria Quartier (Wettbewerb), Berlin, Allemagne
- 1998–1999 : Lofthouse (Wettbewerb), Berlin, Allemagne
- 1998–2007 : Slot Haverleij, Vught, Pays-Bas
- depuis 2000 : Vleuterweide, Utrecht, Pays-Bas
- 2000–2009 : 't Haegsch Hof | Rivierenbuurt, La Haye, Pays-Bas
- 2001: Lloydpier (Wettbewerb), Rotterdam, Pays-Bas
- 2001–2010 : Landstraat Noord,Bussum, Pays-Bas
- 2001–2010 : Citadel Broekpolder, Beverwijk/Heemskerk, Pays-Bas
- 2001–2006 : De Parade, Berg-op-Zoom, Pays-Bas
- depuis 2002 : Batavia Harbour, Lelystad, Pays-Bas
- 2002–2008 : Woonzorgpark Bilderdijk, Hoogeveen, Pays-Bas
- depuis 2003 : Assumerhof, Beverwijk/Heemskerk, Pays-Bas
- depuis 2003 : De Stadsbleek, Oldenzaal, Pays-Bas
- depuis 2003 : Paktuynen, Enkhuizen, Pays-Bas

## Sculptures
- 1986-1988 : 2 bronzes, port de Barcelonne (Mol de la Fusta), France
- 1987-1988 : 5 Nischenfiguren, façade du château Collart, Bettembourg, Luxembourg
- 1987-1988 : Figurengruppe im Camillo-Sitte-Hof (Wohnbau der Gemeinde), Vienne, Breitenfurterstraße
- 1988-1990 : bronze, Flößer, sur l'Auerbrücke à Pforzheim
- 1993 : bronze, J. Bech, Luxembourg
- 1993 : bronze, Der unvollendete Mensch, Kirchsteigfeld
- 1994 : bronze, Hockende Frau, Berlin, Friedrichstraße
- 1998 : bronze, Absorbed, Brandevoort, Helmond, Pays-Bas
- 1999 : bronze, Versailles, France
- 1999 : Figurengruppe, De Resident, La Haye, Pays-Bas
- 2003 : 14 Großfiguren, Plateau du Saint Esprit, Luxembourg
- 2004 : bronze, Der Springer, Montpellier, France
- 2006 : bronze, Gründung, Broekpolder, Flardingue, Pays-Bas

## Publications
- Stadtraum in Theorie und Praxis (1975), Karl Krämer, Stuttgart. Traduit en anglais, français , italien, espagnol. Titre anglais: Urban Space (1979), Academy Editions, Londres
- Urban Projects 1968-1982 (1982), Rizolli International
- On Architecture (1982), Academy Editions, Londres
- Architectural Composition (1988), Academy Editions
- The Making of a Town. Potsdam - Kirchsteigfeld (1997), avec Christoph Kohl, Papadakis Publishers
- Town Spaces. Contemporary Interpretations in Traditional Urbanism (2003), Krier Kohl Architects, Bale/Berlin/Boston
- Figures. A Pictorial Journal (2005), Papadakis Publisher, Londres
- Stadtraum / Urban Space(2005), réimpression de Stadtraum in Theorie und Praxis (1975) / Urban Space (1979), Umbau-Verlag Solingen
- Cité Judiciaire Luxembourg 1991-2008 (2010), Édition Axel Menges, Stuttgart/Londres[3]